# Quartinia major
Quartinia major är en stekelart som beskrevs av Kohl 1898. Quartinia major ingår i släktet Quartinia och familjen Masaridae. Inga underarter finns listade i Catalogue of Life.